# Miles Menander Dawson
Miles Menander Dawson (Viroqua, Wisconsin, 13 de maio de 1863 – 1942) foi um autor poesia, filosofia e ética estadunidense. Escreveu livros sobre os ensinamentos de Zaratustra, Sócrates e Confúcio. Foi membro da Sociedade Confucionista da China.

## Biografia
Dawson trabalhou como atuário em Nova Iorque. Escreveu diversos livros e artigos sobre seguro de vida e ciência atuarial. Em 1905 e 1910 atuou como lobista quando as contas estavam sendo preparadas para regular o setor de seguros. Foi palestrante convidado do Congresso Internacional de Matemáticos em Roma (1908). Em 1914 foi um fellow inaugural da American Statistical Association.
Morreu em 1942.

## Publicações
- The Business Of Life Insurance (1905) [3]